# Bartoszewo (West-Pommeren)
Bartoszewo is een plaats in het Poolse district  Policki, woiwodschap West-Pommeren. De plaats maakt deel uit van de gemeente Police en telt 150 inwoners.